# Меггі К'ю
Маргарет Деніз Квіглі або Лі Мі Кі (англ. Margaret Denise Quigley, в'єт. Lý Mỹ Kỳ, кит. 李美琪, пін. Lǐ Měiqí, Лі Мейци; нар. 22 травня 1979, Гонолулу, Гаваї, США) — акторка і модель в'єтнамського походження, більш відома як Меггі К'ю (англ. Maggie Q). Першу популярність здобула, працюючи моделлю в Гонконгу.

## Життєпис
Меггі Квіглі народилася в Гонолулу, на Гаваях. Її батько — американець польсько-ірландського походження зустрів мати Меггі, коли служив у В'єтнамі під час війни. У Меггі дві старші сестри і два зведених старших брати.
У дитинстві майбутня акторка мріяла стати ветеринаром, у школі активно займалася спортом, зокрема легкою атлетикою і плаванням. К'ю закінчила середню школу Мілілані в 1997 році.

## Кар'єра
За пропозицією друга, Меггі почала працювати моделлю в Токіо, Японія, у віці 17 років, потім на Тайвані, і, нарешті, у Гонконгу.
Під час роботи в Гонконзі її помітив Джекі Чан. За його словами, він «побачив у ній великий потенціал зірки». Джекі Чан бере Меггі під свою опіку, навчає бойовим мистецтвам і допомагає увійти в кіноіндустрію.
У 1998 році вона почала свою акторську кар'єру з телевізійної драми «Дім Дракона», який став хітом в Азії. У 2000 році знімається в ролі Анни у фільмі жахів «Модель з пекла» та в ролі агента ФБР Джейн Квіглі — в бойовику «Спецназ нового покоління» (англ. Gen-Y Cops). Після останнього фільму Джекі Чан запрошує її у фільми «Північ у Мангеттені» (англ. Manhattan Midnight) і «Година пік 2».
У 2002 році вона знялася в ролі майстра бойових мистецтв, убивці Шарлін Чин у фільмі «Оголена зброя» (англ. Naked Weapon). У 2005 році К'ю зіграла Хармоні (Гармонію) в німецько-сінгапурському серіалі «Будинок гармонії» (нім. Das Haus der Harmonie) — противницю героїні акторки Фанн Вонг (англ. Fann Wong). Того ж року вона також виступила співпродюсером документального фільму «Земляни», який став відомим в Україні після захоплення автобусу в Луцьку 2020 року.
У 2006 році вона зіграла роль Жень, єдиної жінки у спецкоманді фільм у «Місія нездійсненна 3» за участю Тома Круза. У 2007 році з'явилася в ролі Мей Лінь у «Міцному горішку 4», а також як майстриня пінг-понгу в пародійному бойовику «Кулі гніву».
У 2008 році К'ю грає Цао Ін — онуку воєначальника Цао Цао у фільмі «Три королівства: Повернення додому», це її перший костюмований фільм, в якому дія розгортається в Стародавньому Китаї. У тому ж році вона також з'явилася разом з Юеном Мак-Грегором і Г'ю Джекманом у трилері «Список контактів».
Її роль федерального агента Чейз Лінн у комп'ютерній грі Need for Speed: Undercover закріпила за К'ю статус секс-символу і додала нових фанатів.
З 2010 по 2013 рік К'ю виконувала заголовну роль в серіалі The CW «Нікіта». У 2011 році вона зіграла роль бойової черниці у фільмі «Священник».
У 2014 році К'ю була запрошена на провідну роль у серіал CBS «Сталкер» (англ. Stalker (TV series)). Шоу було закрите після одного сезону.
У 2014 Меггі зіграла Торі Ву (англ. Tori Wu) — одну із «Безстрашних» у серії фільмів: «Дивергент», «Інсургент», «Аллегіант».
У 2016 році вона взяла на себе чергову роль сильної жінки в серіалі ABC «Останній кандидат», граючи провідного агента ФБР.

## Особисте життя
Квіглі була вегетаріанкою протягом багатьох років, у 2008 році цілком відмовилася від продуктів тваринного походження.
У лютому 2015 року стало відомо про її заручини з колегою по серіалу «Сталкер» Діланом МакДермоттом. У лютому 2019 року пара розлучилася.

## Фільмографія
| Рік       |     | Українська назва                   | Оригінальна назва                                                                                      | Роль                                                        |
| --------- | --- | ---------------------------------- | --- | ----------------------------------------------------------- |
| 2025      | с   | Баллард                            | Ballard                                                                                                | Рене Баллард                                                |
| 2023      | ф   | Сімейний план                      | The Family Plan                                                                                        | Ґвен                                                        |
| 2023      | ф   | Бентежна ніч                       | Fear the Night                                                                                         | Тесс                                                        |
| 2022      | с   | Поворот                            | Pivoting                                                                                               | Сара                                                        |
| 2021      | ф   | Кодекс кілера                      | The Protégé                                                                                            | Анна                                                        |
| 2020      | ф   | Острів кошмарів                    | Death of Me                                                                                            | Крістін                                                     |
| 2020      | ф   | Аргумент                           | The Argument                                                                                           | Сара                                                        |
| 2020      | ф   | Острів фантазій                    | Fantasy Island                                                                                         | Гвен Олсен                                                  |
| 2012—2019 | с   | Молода ліга справедливості         | Young Justice                                                                                          | Принцеса Діана / Диво-жінка (голоси, 7 епізоди)             |
| 2016—2019 | с   | Останній кандидат                  | Designated Survivor                                                                                    | Ханна Веллс, агент ФБР / офіцер ЦРУ (50 епізодів)           |
| 2018      | ф   | Скромні герої                      | Modest Heroes / ちいさな英雄－カニとタマゴと透明人間－ (Chiisana eiyû: Kani to tamago to tômei ningen) | мати (голос в англ. версії, розділ "Life Ain't Gonna Lose") |
| 2018      | ф   | Завзяті шахраї                     | The Con Is On                                                                                          | Ірина Солоков                                               |
| 2017      | ф   | Сламбер: Лабіринти сновидінь       | Slumber                                                                                                | Еліс Арнольдс                                               |
| 2017      | ф   |                                    | The Crash / Jekyll Island                                                                              | медсестра Гіларі                                            |
| 2016      | ф   | Аллегіант                          | Allegiant                                                                                              | Торі Ву                                                     |
| 2014—2015 | с   |                                    | Stalker                                                                                                | Бет Девіс (20 епізодів)                                     |
| 2015      | док | Єдність (фільм)                    | Unity                                                                                                  | Меггі К'ю                                                   |
| 2015      | ф   | Інсургент (фільм)                  | The Divergent Series: Insurgent                                                                        | Торі Ву                                                     |
| 2014      | ф   | Дивергент (фільм)                  | Divergent                                                                                              | Торі Ву                                                     |
| 2010—2013 | с   | Нікіта                             | Nikita                                                                                                 | Нікіта Мірс (73 епізоди)                                    |
| 2011      | ф   | Священник (фільм, 2011)            | Priest                                                                                                 | бойова жриця-черниця                                        |
| 2010      | ф   |                                    | The King of Fighters                                                                                   | Май Сірануй                                                 |
| 2010      | ф   | Пекельний ендшпіль                 | Operation: Endgame                                                                                     | Верховна Жриця                                              |
| 2009      | ф   |                                    | The Warrior and the Wolf / 狼灾记 (Láng zāi jì)                                                        | Жінка з гарему                                              |
| 2008      | вг  |                                    | Need for Speed: Undercover                                                                             | Chase Linh                                                  |
| 2008      | ф   | Нью-Йорку, я люблю тебе            | New York, I Love You                                                                                   | Дженіс Тейлор, дівчина за викликом (розділ «Іван Атталь»)   |
| 2008      | ф   | Список контактів                   | Deception                                                                                              | Тіна (у «Rhigha Royal»)                                     |
| 2008      | ф   | Три королівства: Повернення додому | Three Kingdoms: Resurrection of the Dragon / 三國之見龍卸甲 (Sānguó zhī jiàn lóng xiè jiǎ)             | Цао Їн                                                      |
| 2007      | в   |                                    | Live Free or Die Hard Gag Reel                                                                         | Мей Лін                                                     |
| 2007      | ф   | Кулі гніву                         | Balls of Fury                                                                                          | Меггі                                                       |
| 2007      | ф   |                                    | The Counting House                                                                                     | Джейд                                                       |
| 2007      | ф   | Міцний горішок 4.0                 | Live Free or Die Hard                                                                                  | Мей Лін                                                     |
| 2006      | ф   | Місія нездійсненна 3               | Mission: Impossible 3                                                                                  | Чжень                                                       |
| 2005      | тф  |                                    | Barbara Wood — Das Haus der Harmonie                                                                   | Хармоні Петерсен                                            |
| 2005      | ф   |                                    | Dragon Squad / 猛龍 (Mang lung, Měng lóng)                                                             | Юет                                                         |
| 2005      | кф  |                                    | Taped                                                                                                  | Меггі                                                       |
| 2004      | ф   |                                    | Rice Rhapsody / 海南雞飯 (Hǎinán jī fàn, «Хайнанський курячий рис»)                                    | Гігі                                                        |
| 2004      | ф   | Навколо світу за 80 днів           | Around the World in 80 Days                                                                            | агентка                                                     |
| 2004      | ф   | Чарівна кухня                      | Magic Kitchen / 魔幻厨房 (Moh waan chue fong, Móhuàn chúfáng)                                          | Мей                                                         |
| 2003      | ф   |                                    | The Trouble-Makers / 一屋兩火 (Yī wū liǎng huǒ, «Дві пожежі в будинку»)                                | Пані Клері                                                  |
| 2002      | ф   |                                    | Naked Weapon / 赤裸特工 (Chik loh dak gung, Chìluǒ tègōng)                                             | Шарлін Чінг                                                 |
| 2001      | ф   | Година пік 2                       | Rush Hour 2                                                                                            | дівчина в авто                                              |
| 2001      | ф   | Північ у Мангеттені                | Manhattan Midnight                                                                                     | Сьюзан / Гоуп (Надія)                                       |
| 2000      | ф   |                                    | Gen-Y Cops / 特警新人類2 (Dak ging san yan lui 2, Tèjǐng xīn rénlèi 2)                                 | Джейн Квіглі                                                |
| 2000      | ф   | Модель із пекла                    | Model from Hell / 鬼名模 (Guǐ míngmó, «Супермодель-привід»)                                            | Анна                                                        |

## Нагороди і номінації
| Рік  | Нагорода           | Організація                        | Номінація                 | Фільм    | Примітки            | Результат |
| ---- | ------------------ | ---------------------------------- | ------------------------- | -------- | ------------------- | --------- |
| 2013 | Teen Choice Awards | Teen Choice Awards                 | Choice TV Actress: Action | «Нікіта» |                     | Номінація |
| 2012 | IGN Award          | IGN Summer Movie Awards            | Best TV Hero              | «Нікіта» | За роль Нікіти Мірс | Номінація |
| 2012 | Teen Choice Awards | Teen Choice Awards                 | Choice TV Actress: Action | «Нікіта» |                     | Номінація |
| 2011 | IGN Award          | IGN Summer Movie Awards            | Best TV Hero              | «Нікіта» | За роль Нікіти Мірс | Номінація |
| 2011 | Teen Choice Awards | Teen Choice Awards                 | Choice TV Actress: Action | «Нікіта» |                     | Номінація |
| 2010 | IGN Award          | IGN Summer Movie Awards            | Best TV Hero              | «Нікіта» | За роль Нікіти Мірс | Номінація |
| 2009 | Maverick Award     | Hawaii International Film Festival |                           |          |                     | Перемога  |